# أوزويوس الأنطاكي
أوزويوس الأنطاكي أو أوزويوس القيصري كان أسقف الكرسي الفلسطيني في قيصرية وبطريرك أنطاكية، انضم إلى الآريوسية.
توجد عنه أخبار قليلة بخصوص سيرته الذاتية. كان تلميذا للخطيب تيسبيسيوس، كما كان لديه علاقات منذ شبابه مع غريغوريوس النزينزي الذي شاركه دراسته. وبعد بلوغه سن الرشد، رُسم شماساً في الإسكندرية من قبل الأسقف الآريوسي جورج الكبادوكي، انتخب لأسقفية قيصرية، وفي عام 361 ، حل محل ميليتيوس في أنطاكية، وذلك بفضل دعم يودوكسيوس أسقف القسطنطينية والإمبراطور قنسطانطيوس الثاني.
في عام 373، سار برفقة مجموعة من الجنود في الإسكندرية لتنصيب الأسقف الآريوسي لوسيوس هناك، وبناءً على أوامر من الإمبراطور فالنس للقبض على الأسقف الأرثوذكسي بيتر الثاني.
أطيح به عام 379 بعد وصول جراتيان إلى السلطة.